# Вецца-д’Альба
Вецца-д’Альба (итал. Vezza d'Alba) — коммуна в Италии, располагается в регионе Пьемонт, в провинции Кунео.
Население составляет 2114 человека (2008), плотность населения составляет 151 чел./км². Занимает площадь 14 км². Почтовый индекс — 12040. Телефонный код — 0173.
Покровителем коммуны почитается святой Мартин Турский, празднование 11 ноября.

## Демография
Динамика населения:

## Города-побратимы
- Жонкьер-Сен-Венсан, Франция

## Администрация коммуны
- Официальный сайт: https://web.archive.org/web/20090409084518/http://www.comunevezzadalba.it/